# Wyżni Rakitowy Stawek
Wyżni Rakitowy Stawek (słow. Vyšné Rakytovské pliesko) – stawek położony na wysokości 1311 m n.p.m. wchodzący w skład grupy Rakitowych Stawków w słowackich Tatrach Wysokich. Znajduje się ok. 2 km na zachód od Szczyrbskiego Jeziora, w południowo-zachodniej części tarasu zwanego Smrekowicą. Pomiary pracowników TANAP-u z lat 1961–1967 wykazują, że ma powierzchnię 0,132 ha, wymiary 55 × 33 m i głębokość ok. 2,3 m.
Zdarza się, że częściowo wysycha i dzieli się na dwa mniejsze stawki. Nieco na południowy wschód od niego znajduje się drugi, większy Rakitowy Stawek – Niżni Rakitowy Stawek. Leży nad lewym brzegiem Furkotnego Potoku, który przepływa nieco na północny zachód od niego. Po huraganie, który miał miejsce w 2004 r., jest dobrze widoczny np. ze Skrajnego Soliska.
Niekiedy błędnie nazywany jest Smrekowickim Stawkiem II, nazwa ta odnosi się do Smrekowickich Stawków znajdujących się w pobliżu. Na wielu mapach zaznaczany jest jako Niżni Rakitowy Stawek (Nižné Rakytovské pliesko), a ten ostatni – jako Wyżni.
Nazwa Rakitowych Stawków pochodzi od Rakitowego Wierchu, który znajduje się nieco na południe od Wyżniego Rakitowego Stawku.

## Szlaki turystyczne
– ścieżka edukacyjna Rakytovské plieska z rozdroża Jambrichowo nad Wyżni Rakitowy Stawek i przez Furkotny Potok z powrotem do rozdroża. Czas przejścia: do stawku 45 min, cała pętla 2 h.